# Hotel de Turistas de Huancayo
El Hotel de Turistas de Huancayo es un edificio ubicado en la zona monumental de la ciudad de Huancayo, Perú. Se levanta en el mismo solar donde en el siglo XVII se construyó la primigenia Iglesia de la Santísima Trinidad que estuvo ahí hasta 1895 en plena Plaza Huamanmarca.
En 1938, durante el gobierno del general Oscar R. Benavides se lanzó el Plan Hotelero dentro de un fuerte plan de infraestructura nacional promovido por ese gobierno. Este plan asumió el reto de crear infraestructura turística en varias ciudades del Perú ante la falta de albergues en lugares de gran potencial turístico.
La construcción actual data del año 1943, es de estilo neocolonial y constaba de 40 habitaciones. En su fachada se pueden apreciar varios vanos en forma de arco distribuidos simétricamente dando armonía a la edificación pero su mayor atractivo son los tres balcones de cajón de planta rectangular y base entablada que descansa sobre dos pequeñas vigas decorativas talladas en madera. En el antepecho resaltan las formas de cuadrados tallados en alto relieve. Estos balcones también presentan celosías con tupidos enrejados que se abren hacia arriba, dando vista a la calle. El techo también es entablado y sobresalen varias columnillas de madera tallada.  Asimismo, debido a su cercanía con el Centro Cívico de Huancayo, se integró a dicho conjunto arquitectónico.
El 12 de noviembre de 1988 se publicó la Resolución Jefatural N° 509-88-INC/J de fecha 1 de septiembre de ese año por medio de la cual se declaró este edificio como Monumento Histórico del Perú.